# Facultad de Teología Pontificia y Civil de Lima

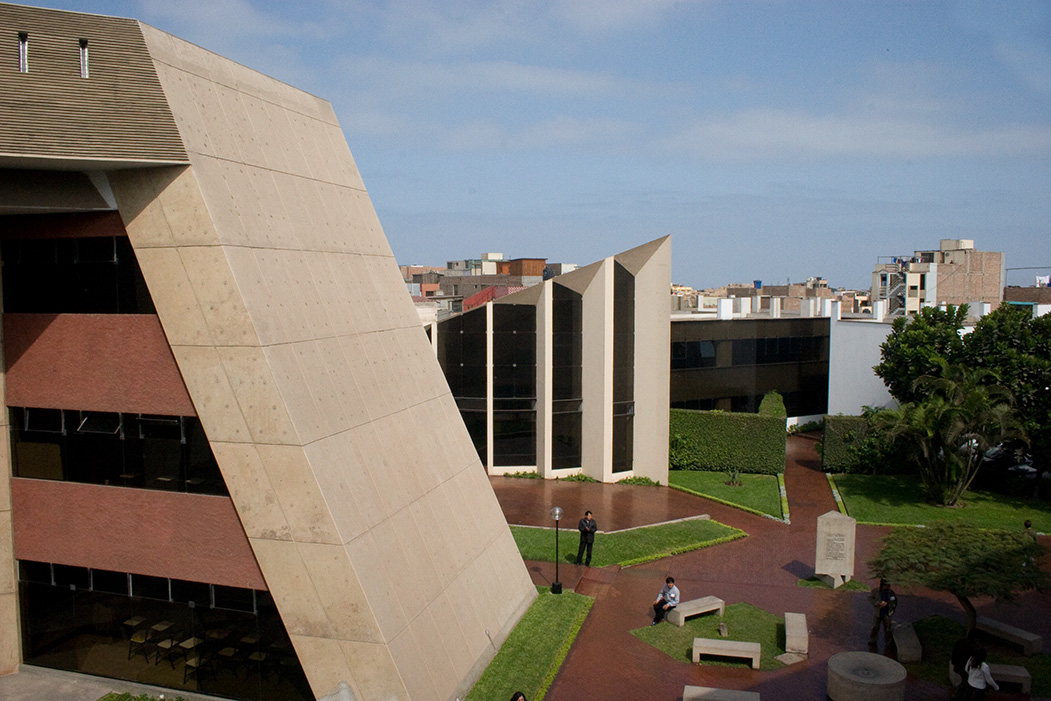
Campus FTCPL (2016)

Die Päpstliche und Zivile Theologische Fakultät von Lima (spanisch Facultad de Teología Pontificia y Civil de Lima; kurz FTCPL) ist eine Päpstliche Universität im Distrikt Pueblo Libre in Lima, Peru. 
Die Hochschule hat ihren Ursprung in den theologischen Studien, die 1548 in Lima begonnen wurden. Die Ursprünge gehen auf das Jahr 1551 zurück, als die Universidad de la Ciudad de los Reyes (heute Universidad Nacional Mayor de San Marcos) gegründet wurde. 1935 wurde sie von dieser Hochschule unabhängig und erhielt 1937 ihren päpstlichen Status. Der peruanische Staat hat sie durch das Gesetz Nr. 26327 vom 2. Juni 1994 in das peruanische Universitätssystem aufgenommen, wobei ihr päpstlicher und ziviler Charakter beibehalten wurde.
Die FTPCL war die erste universitäre Einrichtung in Peru, deren Ziel es war, Theologen in der Kenntnis des katholischen Glaubens auszubilden. Heute widmet sich die akademische Aus- und Weiterbildung mit Bachelor, Master und Doktoratsabschlüssen den Fächern Theologie, Psychologie, Philosophie und Pädagogik.